# Eikon (Produktionsgesellschaft)
Die EIKON ist eine deutsche Fernseh- und Filmproduktionsgesellschaft, deren größter Gesellschafter die Evangelische Kirche in Deutschland ist.
1960 in München gegründet und seit 2003 in Berlin ansässig, ist die EIKON heute Muttergesellschaft einer Firmengruppe mit zehn Gesellschaften, die bundesweit an unterschiedlichen Standorten, Kino- und Fernsehfilme, Dokumentationen und Kinderprogramme produzieren.

## Firmengeschichte

### 1960–1980
Die EIKON ging 1960 aus der evangelisch-kirchlich organisierten Filmvertriebs-Gesellschaft Matthias-Film in Stuttgart hervor. Sie wurde 1960 in München von Robert Geisendörfer gegründet und entwickelte sich schnell zu einer eigenständigen, wachsenden Film- und Fernsehproduktions-Gesellschaft. Die Eikon gGmbH produzierte in erster Linie Kinderprogramme, kirchlich geprägte Sendereihen, Unterhaltungs-Serien und Spielfilme – hauptsächlich im Auftrag der öffentlich-rechtlichen Sender.

### 1980er-Jahre
Mit dem Start der privatwirtschaftlich organisierten Fernsehsender RTL und Sat.1 im Jahr 1984 ist der Beginn einer Krise der EIKON verbunden. Das Unternehmen versäumte es, den neuen Markt für sich zu nutzen. Nach der Wiedervereinigung Deutschlands bot sich die EIKON außerdem nicht den neuen ARD-Sendern in Ostdeutschland als Partnerin an. Zusammen mit einem strukturell bedingten Rückgang von Aufträgen der öffentlich-rechtlichen Sendeanstalten sorgten diese eigenen Versäumnisse zu einem Rückgang an publizistischer Relevanz und damit einer wirtschaftlichen Schieflage.

### 1990er-Jahre
1992 wurde ein Relaunch beschlossen. Die EIKON zog von München in die ehemaligen DEFA-Filmstudios der DDR nach Potsdam-Babelsberg, die gerade von französischen Investoren dem deutschen Regisseur Volker Schlöndorff zur Sanierung übergeben wurden.
1993 begann die Neuzeit der EIKON im vereinigten Deutschland an hervorgehobener Stelle. Reputation wurde zurückgewonnen, die Auftragslage verbesserte sich, und es wurden wieder Investitionen vorgenommen. 1995 erwarb die EIKON die Mehrheit der Anteile an der Studio.TV.Film GmbH, einer hauptsächlich mit der Produktion von Kindersendungen beschäftigten Firma. Bekannte und preisgekrönte Serien sind u. a. „Löwenzahn“ mit Peter Lustig, sowie „Siebenstein“ mit dem Raben Rudi.
Die Entwicklung und Produktion von Fernsehspielen bei Eikon erlebte Ende des 20. Jahrhunderts mit der vierteiligen Literaturverfilmung „Jahrestage“ einen Höhepunkt. Unter der Regie von Margarethe von Trotta für die ARD realisiert, wurde erstmals eine EIKON-Produktion für den internationalen Emmy-Award in New York City nominiert.

### 1999 bis heute
1999 führte eine Empfehlung für den publizistischen Gesamtplan der Evangelischen Kirche in Deutschland dazu, dass die EIKON und etliche regionale evangelisch-kirchliche Fernsehproduktionsstätten in einer Holding unter Führung der EIKON GmbH zusammengefasst wurden.
EIKON und Tellux gründeten die gemeinsame Firma "CROSS MEDIA" und produzierten erstmals gemeinsam eine Unterhaltungsserie für das ZDF.
Im Jahr 2003 verlegte die EIKON GmbH ihren Sitz von Potsdam nach Berlin.

## Produktionen

### Kino- und Fernsehspielfilme (Auswahl)
(Produktionen, Ko-Produktionen, Beteiligungen)
- Tatort – Das Leben nach dem Tod (2019, Regie Florian Baxmeyer)
- Tatort – Das Muli (2015, Regie Stephan Wagner)
- Der Prediger (2013, Regie Thomas Berger)
- Polizeiruf 110 – Kinderparadies (2013, Regie Leander Haußmann)
- Let’s go! (2013, Regie Michael Verhoeven)
- Polizeiruf 110 – Wolfsland (2013, Regie Ed Herzog)
- Tatort – Alles hat seinen Preis (2011, Regie Florian Kern)
- Polizeiruf 110 – Die Gurkenkönigin (2011, Regie Ed Herzog)
- Black Forest (2010, Regie Gert Steinheimer)
- Tatort – Hitchcock und Frau Wernicke (2010, Drehbuch und Regie Klaus Krämer)
- Der verlorene Vater (2009 Regie Hermine Huntgeburth, Drehbuch Daniel Nocke)
- Der Tag, an dem ich meinen toten Mann traf (2008, Regie Matthias Luthardt)
- So glücklich war ich noch nie (2008, Regie Alexander Adolph)
- Pretty Mama (2008, Regie Berno Kürten)
- Louis Elefantenherz (2007, Regie Julia Ziesche)
- Tatort – Kunstfehler (2006, Regie Hartmut Griesmayr)
- Kometen (2006, Regie Till Endemann)
- Unter dem Eis (2005, Regie Aelrun Goette)
- Zores (2005, Regie Anja Jacobs)
- Nachbarinnen (2004, Regie Francis Meletzky)
- Die Nacht singt ihre Lieder (2004, Regie Romuald Karmakar)
- Luther (2004, Regie Eric Till)
- Jahrestage (2000, Regie Margarethe von Trotta)
- Bonhoeffer – Die letzte Stufe (1999, Regie Eric Till)
- Krücke (1993, Regie Jörg Grünler)
- Unser Walter (1974, Siebenteiler für das ZDF)

### Dokumentarische Formate (Auswahl)
- The Forecaster (2014, Regie Marcus Vetter)
- Geheimnisse Asiens – Die schönsten Nationalparks (2014, Regie Ruth Berry, Enrico Demurray)
- Halbmondwahrheiten (2013, Buch und Regie Bettina Blümner)
- Wege durchs Labyrinth – Der Komponist Krzysztof Penderecki (2013, Buch und Regie Anna Schmidt)
- Bottled Life – Nestlés Geschäfte mit dem Wasser (2012, Buch und Regie Urs Schnell)
- Piano Encounters, Begegnungen am Klavier (2009, Buch und Regie Enrique Sánchez Lansch)
- Das Herz von Jenin (2008, Buch und Regie Lior Geller und Marcus Vetter)
- Die Letzte Schlacht – Christliche Fundamentalisten in den USA (2008, Regie Claudia Wilke)
- Das Reichsorchester – Die Berliner Philharmoniker im Nationalsozialismus (2007, Regie Enrique Sánchez Lansch)
- Mit Schwert und Kreuz – Karl der Große und die Christianisierung der Sachsen (2007, Regie Gerold Hofmann)
- Ich singe dir mit Herz und Mund – der Dichter Paul Gerhardt (2007, Regie Gerold Hofmann)
- Die Last der Vergebung (2006, Regie Claudia Wilke)
- Play your own thing – Die Geschichte des Jazz in Europa (2006, Julian Benedikt)
- Liebe ist stark wie der Tod – die Welt des Dietrich Bonhoeffer (2006, Gerold Hofmann)
- Cirkus Krönchen (2005, Regie Andreas Kölmel)
- Jailbirds – Geschlossene Gesellschaft (2005, Andrei Schwartz)
- Maison de France (2004, Regie Stefan Zuchalla)
- Die Blutritter – Schwaben denken anders (2004, Regie Douglas Wolfsperger)
- Feldtagebuch – Allein unter Männern (2002, Regie Aelrun Goette)

### Serien (Auswahl)
- Der Dänemark-Krimi: Blutlinie (ARD-Fernsehreihe)
- Unter Verdacht
- Verborgen in Eis und Schnee (Memento vom 8. Februar 2007 im Internet Archive) – Überwinterer in der Antarktis (2007, Regie Jens Dücker)
- Mode, Mädchen und ein Mann (2007, Regie Andrea Hauner)
- Einsatz im Krisengebiet (2006, Regie Stefan Eberlein)
- Der Osten möbelt auf – Ikea in Erfurt (2006, Jeannette Eggert und Uli Gaulke)
- Die Unverfrorenen – Wintersaison auf der Zugspitze (2004, Regie Susanne Fiedler/Birgit Meißner)

### Laufende Programme (Auswahl)
- Montag früh
- Justice
- Schätze des Landes
- Fahr mal hin
- Um Gottes Willen – N24 Ethik
- Filmtipps Pro7
- Anschi, Karl-Heinz & co.
- So gesehen
- Mittelpunkt Mensch

## Verbundene Unternehmen (Auswahl)
- EIKON Media GmbH
- EIKON Nord GmbH
- EIKON West GmbH
- EIKON Südwest GmbH
- EIKON Süd GmbH
- EIKON Mitte GmbH
- studio.tv.film GmbH
- Cross Media GmbH
- Kinderfilm GmbH

## Preise und Auszeichnungen (Auswahl)
- Deutscher Filmpreis (Lola) für "Das Herz von Jenin"
- Adolf-Grimme-Preis 2007 für "Unter dem Eis"
- Magnolia-Award Bestes Drehbuch 2006 für "Kometen"
- Goldene Leinwand 2004 für "Luther"
- Deutscher Fernsehpreis 2004 für "Maison de France"
- Adolf-Grimme-Preis 2004 für "Anschi und Karl-Heinz"
- Goldene Kamera 2001 für "Jahrestage"
- Emmy-Nominierung 2001 für "Jahrestage"
- Goldene Nymphe 2000 für "Bonhoeffer – Die letzte Stufe"
- One-Future-Preis 2000 für "Bonhoeffer – Die letzte Stufe"
- Besondere Ehrung beim Adolf-Grimme-Preis 1975